# 美因河畔诺伊施塔特
美因河畔诺伊施塔特（德語：Neustadt am Main，官方拼写为，發音：[ˈnɔʏʃtat ʔam ˈmaɪn]）是德国巴伐利亚州下弗兰肯行政区美因-施佩萨特县的市镇，面积19.81平方千米，2023年12月31日人口为1,254人。